# Усть-Табаська сільська рада
Усть-Таба́ська сільська рада (рос. Усть-Табасский сельский совет) — муніципальне утворення у складі Аскінського району Башкортостану, Росія. Адміністративний центр та єдиний населений пункт — присілок Усть-Табаска.
Станом на 2002 рік присілок Усть-Табаска перебував у складі Заїмкинської сільської ради Дуванського району. 2005 року присілок був переданий до складу Аскінського району і утворив окреме сільське поселення.

## Населення
Населення — 402 особи (2019, 462 в 2010, 567 в 2002).